# Scuola di San Fantin
Scuola di San Fantin – budynek Scuoli św. Fantinusa w Wenecji, położony w dzielnicy (sestiere) San Marco oraz nazwa bractwa religijnego, założonego w tym mieście w roku1458 w wyniku połączenia Scuoli Santa Maria della Consolazione (zwanej również Scuolą San Fantin) ze Scuolą San Girolamo. Od 1812 roku budynek jest siedzibą instytucji kulturalnej Ateneo Veneto.

## Historia bractwa i jego siedziby
W XIV wieku w kościele San Fantin została założona Scuola Santa Maria della Consolazione. Jej członkowie towarzyszyli i pocieszali skazanych przestępców w drodze do miejsca egzekucji, stąd znani byli oni również jako Scuola dei Picai (powieszonych mężczyzn). W 1458 roku scuola ta (zwana również Scuolą San Fantin), połączyła się ze Scuolą San Girolamo, działającą w tym samym kościele. W 1471 roku Scuola rozpoczęła wznoszenie własnej siedziby, zlokalizowanej tuż przed lewą nawą kościoła, po północnej po stronie niewielkiego Campo San Fantin. Budynek scuoli był z biegiem lat kilkakrotnie rozbudowywany. W 1563 roku budynek Scuoli został zniszczony przez pożar. W 1580 roku rozpoczęto wznoszenie nowego budynku, który według Lorenzettiego zaprojektował Antonio Contin przy pomocy Alessandra Vittorii. Tympanon zwieńczono w 1584 roku posągami Matki Boskiej i Dwóch aniołów Andrei Dell’Aquila i Agostina Rubiniego, uczniów Vittorii. Płaskorzeźba Ukrzyżowanie wyszła spod ręki Andrei Dell’Aquila. Prace budowlane ukończył w latach 1600–1604 Tommaso Contin modyfikując pierwotny projekt zmarłego w międzyczasie brata.
Ukończona na początku XVII wieku scuola miała dwa duże pomieszczenia na parterze, wykorzystywane jako wewnętrzny kościół (oratorium) i zakrystia oraz salon na piętrze, wykorzystywany jako hotel (albergo). W 1664 roku obiekt przeszedł dalszą rozbudowę, w wyniku której na parterze utworzono drugi hotel, a na pierwszym piętrze specjalne pomieszczenie pełniące funkcję zakrystii. W takim kształcie budynek przetrwał do dziś. Wejście do niego prowadzi z Calle de la Verona, pod numerem 1897.
W 1689 roku scuola została uznana za jedną z dużych szkół (Scuole Grandi). 5 maja 1806 roku została zniesiona przez Napoleona, ołtarze oratorium usunięto, a budynek stał się siedzibą Società Veneta di Medicina. 25 grudnia 1810 roku Napoleon wydał dekret o połączeniu Società Veneta di Medicina z dwoma innymi stowarzyszeniami: Accademia dei Filareti oraz Accademia Veneta Letteraria w jedno stowarzyszenie, Ateneo Veneto di Scienze, Lettere ed Arti. Połączenie to dokonało się 12 stycznia 1812 roku, a pierwszym prezesem nowego stowarzyszenia został historyk sztuki, Leopoldo Cicognara. Członkami stowarzyszenia byli między innymi: Daniele Manin, Niccolò Tommaseo, Pietro Paleocapa, Alessandro Manzoni, Antonio Fogazzaro, Diego Valeri i Carlo Rubbia.
Stowarzyszenie, zwane w skrócie Ateneo Veneto zajmuje się nauką, literaturą, sztuką i kulturą, stawiając sobie za cel promowanie solidarności społecznej. Byłe oratorium na parterze pełni funkcję sali konferencyjnej (Aula Magna), natomiast Albergo grande na pierwszym piętrze – biblioteki, zawierającej około 50 tysięcy woluminów, niektóre o nieocenionej wartości historycznej i artystycznej. Albergo piccolo nosi dziś nazwę Sala Tommaseo, a nowa zakrystia – Sala Consiglio, która jest wykorzystywana jako sala spotkań.

## Architektura
Główna fasada, wychodząca na Campo San Fantin mająca klasyczną inspirację, choć już zmieszaną z elementami barokowymi, jest dziełem Vittorii, którego sygnaturę odkryto podczas renowacji w 1961 roku stóp posągów umieszczonych na szczycie. Jako materiał budowlany wykorzystano biały kamień z Istrii. Fasada w dwóch porządkach architektonicznych podzielona jest pionowo parami półkolumn jońskich i korynckich, flankujących szerokie okna, umieszczone w niszach. Tympanon dekoruje płaskorzeźba Ukrzyżowanie, a wieńczą posągi Matki Boskiej i Dwóch aniołów.

## Dzieła sztuki

### Parter

#### Aula Magna
Na suficie znajdują się w 13 drewnianych obramowaniach obrazy: Orędowanie za duszami w piekle oraz Doktorzy i Ojcowie Kościoła Palmy Młodszego. Na ścianach, nad marmurowymi retabulami widnieje dziewięć Scen z Męki Pańskiej i Dwaj prorocy pędzla Leonarda Corony, Powrót syna marnotrawnego i Dobry Samarytanin Antonia Zanchiego, a na ścianie w głębi, w niszy popiersie z brązu Tommaso Rangone, dzieło Alessandra Vittorii.

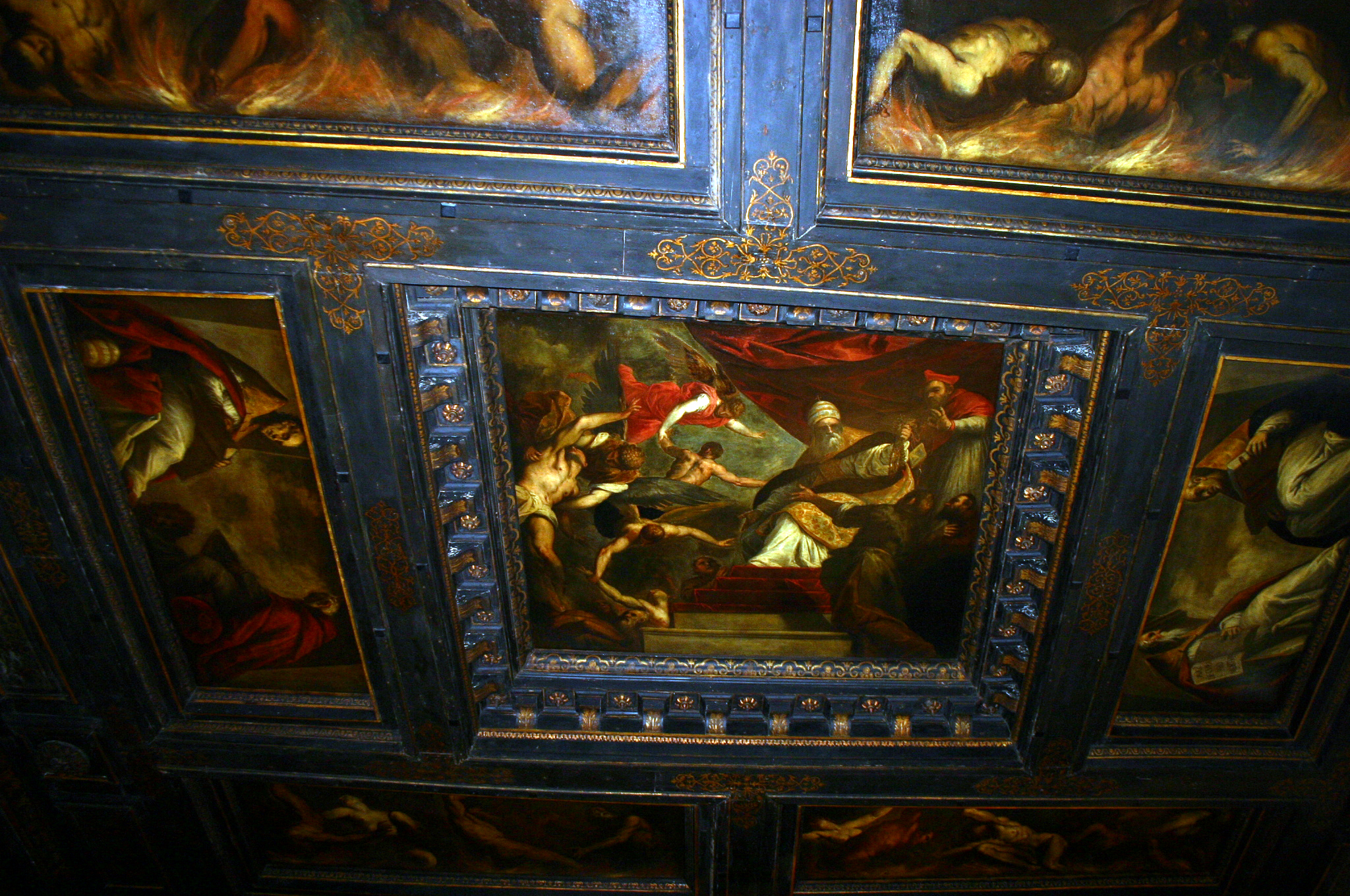
Palma Młodszy, Orędowanie za duszami w piekle
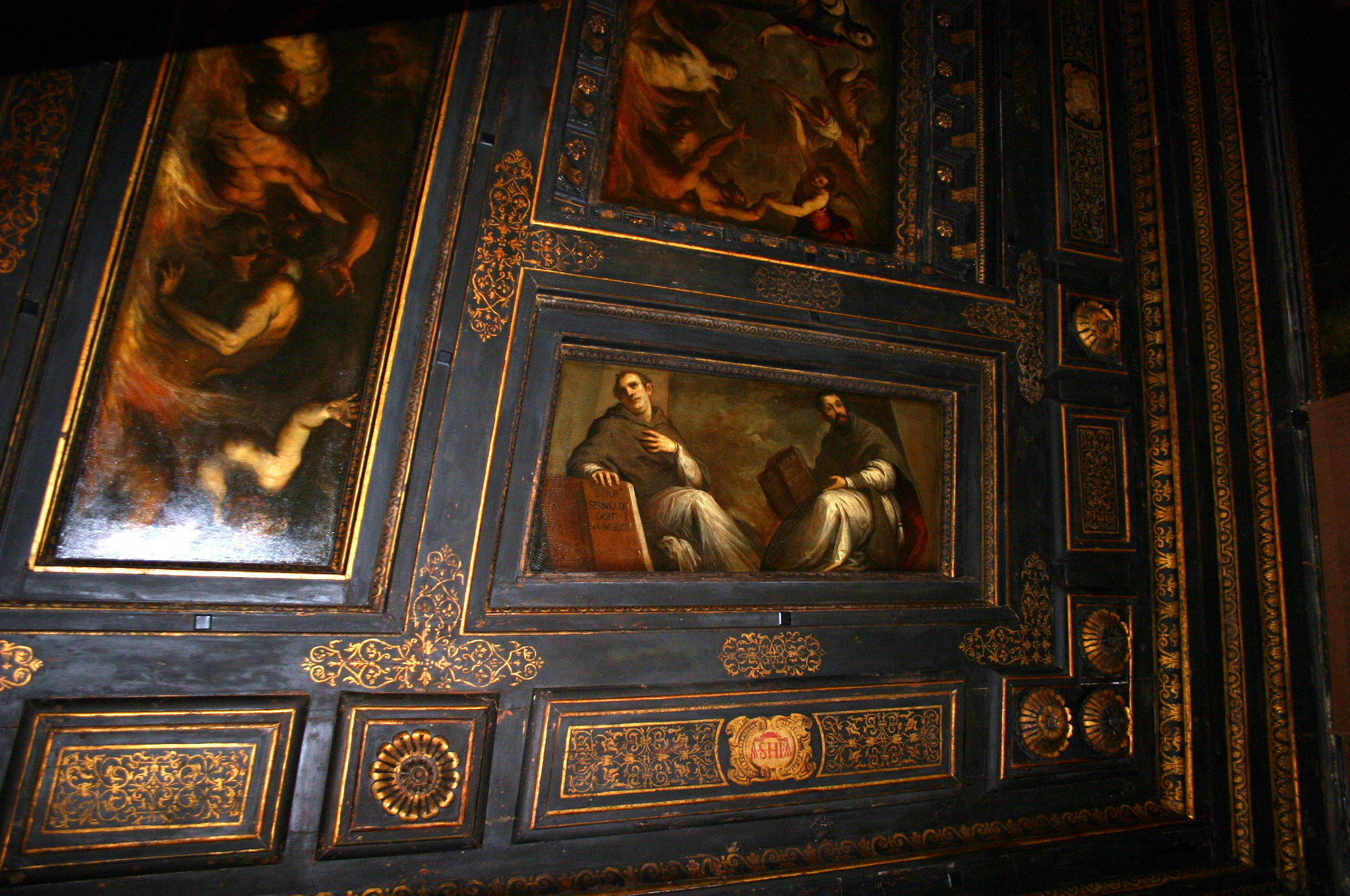
Palma Młodszy, Doktorzy Kościoła
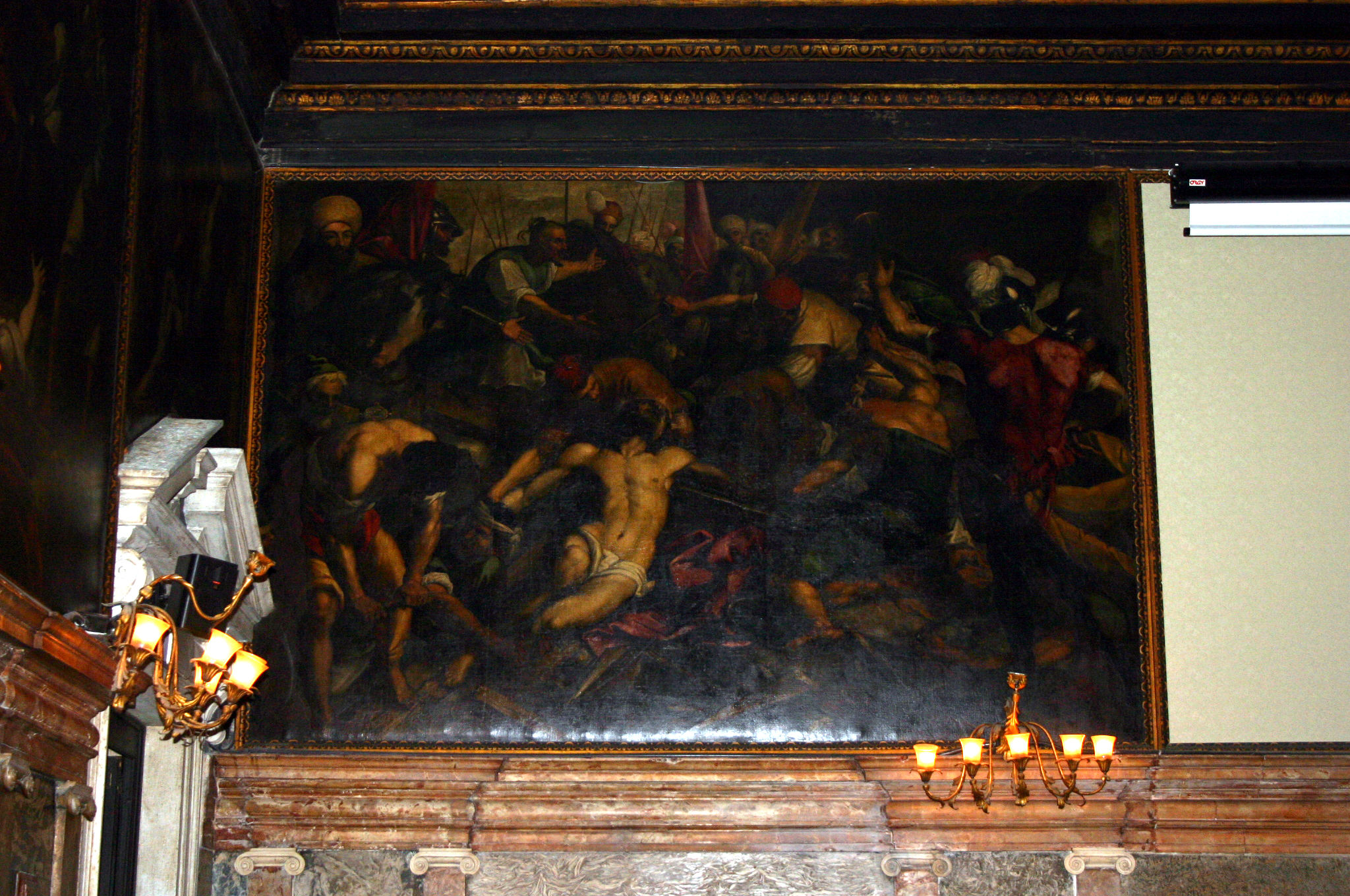
Leonardo Corona, Scena z Męki Pańskiej

#### Sala del Consiglio
Na ścianach Sali wiszą między innymi obrazy: Dwaj prorocy Palmy Młodszego, Archanioł Gabriel (przypisywany mu) oraz Matka Boska objawiająca się św. Hieronimowi pędzla Francesca Fontebassa.

### Piętro

#### Sala Tommaseo

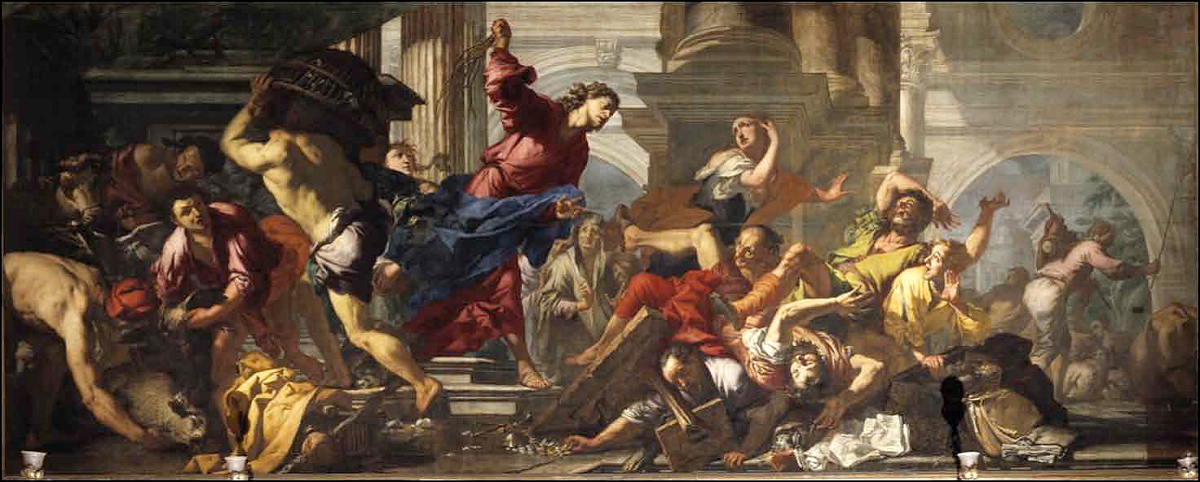
Antoni Zanchi, Jezus wyrzucający przekupniów ze świątyni

Na suficie umieszczone zostało wielkowymiarowe płótno Sąd Ostateczny Antonia Zanchiego z 1674 roku. Na ścianie prawej wisi obraz Jezus wyrzucający przekupniów ze świątyni tego samego artysty z 1667 roku, a na pozostałych ścianach: Jezus uzdrawiający opętanego Giovanniego Segali, Wskrzeszenie Łazarza Ermanna Zeresta, Wieczerza w domu faryzeusza Francesca Fontebassa, Dawid i Goliat Ermanna Stroifiego oraz Dwie Sybille Palmy Młodszego.

#### Sala di Lettura
Ściany tej sali zdobią między innymi sceny z życia Maryi, pędzla szkoły Paola Veronese oraz cztery obrazy Jacopa Tintoretta: Św. Jan Ewangelista, Św. Marek (oba zachowane we fragmentach), Maryja ukazująca się św. Hieronimowi oraz Św. Hieronim przyjmujący dary kupców.